# Rise + Solar & Hot
Rise + Solar & Hot (estilizado como Rise [+ Solar & Hot]) é o álbum de estreia japonês do cantor sul-coreano Taeyang, mais conhecido por seu nome artístico Sol no Japão. O álbum foi lançado em 13 de agosto de 2014 pela YGEX e atingiu a posição de número dois em ambas as paradas diária e semanal da japonesa Oricon Albums Chart.

## Lançamento
Rise + Solar & Hot foi lançado contendo em sua lista de faixas, canções lançadas previamente por Taeyang de seu extended play (EP) Hot (2008) e de seus dois álbuns de estúdio, Solar (2010) e Rise (2014). Adicionalmente, Rise + Solar & Hot possui versões em língua japonesa dos singles "Eyes, Nose, Lips", "1AM", ambos lançados em 2014 e "Ringa Linga" de 2013. 
Rise + Solar & Hot possui quatro edições que incluem 2CDs, 2CDs+DVD, playbutton e music card. A edição padrão em formato de CD duplo, contém três canções bônus, totalizando 29 faixas.   

## Lista de faixas
| Rise – CD: Disco 1 |                                                               |                                  |                                        |                                  |         |  |
| N.º                | Título                                                        | Letras                           | Música                                 | Arranjos                         | Duração |  |
| 1.                 | "Intro (Rise)" (versão coreana)                               | Tablo, Choice37                  | Peejay, Taeyang "Sol"                  | Peejay                           | 1:45    |  |
| 2.                 | "Eyes, Nose, Lips" (versão japonesa)                          | Teddy Park, Taeyang "Sol", Emyli | Teddy Park, Dee.P, PK, Rebecca Johnson | Teddy Park, Dee.P                | 3:52    |  |
| 3.                 | "1AM" (versão japonesa)                                       | Teddy Park, Sunny Boy            | Teddy Park, Choice37, Boys Noize       | Teddy Park, Choice37, Boys Noize | 3:12    |  |
| 4.                 | "Stay With Me" (versão coreana; com participação de G-Dragon) | G-Dragon                         | G-Dragon, The Fliptones, JHart         | The Fliptones                    | 3:22    |  |
| 5.                 | "Body" (versão coreana)                                       | Teddy Park, Taeyang "Sol"        | Teddy Park, Taeyang "Sol", P.K, Dee.P  | Teddy Park, P.K, Dee.P           | 3:10    |  |
| 6.                 | "Ringa Linga" (versão japonesa)                               | G-Dragon, Tokki, Verbal          | G-Dragon, Shockbit                     | Shockbit                         | 3:48    |  |
| 7.                 | "This Ain't It" (versão coreana)                              | Airplay, Jo Sung-hwak            | Airplay, Jo Sung-hwak                  | Airplay                          | 4:23    |  |
| 8.                 | "Let Go" (versão coreana)                                     | Tablo                            | P.K, Taeyang "Sol", Dee.P              | P.K, Dee.P                       | 3:40    |  |
| 9.                 | "Love You to Death" (versão coreana)                          | Tablo, Britt Burton              | Happy Perez, Britt Burton, Taeyang     | Happy Perez                      | 3:41    |  |

| Rise + Solar & Hot – Edição padrão de 2 CDs (faixas bônus) |                                     |                           |                                        |                                  |         |  |
| N.º                                                        | Título                              | Letras                    | Música                                 | Arranjos                         | Duração |  |
| 10.                                                        | "Eyes, Nose, Lips" (versão coreana) | Teddy Park, Taeyang "Sol" | Teddy Park, Dee.P, PK, Rebecca Johnson | Teddy Park, Dee.P                | 3:50    |  |
| 11.                                                        | "1AM" (versão coreana)              | Teddy Park                | Teddy Park, Choice37, Boys Noize       | Teddy Park, Choice37, Boys Noize | 3:11    |  |
| 12.                                                        | "Ringa Linga" (versão coreana)      | G-Dragon                  | G-Dragon, Shockbit                     | Shockbit                         | 3:47    |  |

| Solar & Hot – CD: Disco 2 |                                                                      |                         |                           |                       |         |  |
| N.º                       | Título                                                               | Letras                  | Música                    | Arranjos              | Duração |  |
| 1.                        | "Intro (Hot)" (versão coreana)                                       | G-Dragon                | G-Dragon, Brave Brothers  | Brave Brothers        | 1:30    |  |
| 2.                        | "Prayer" (versão coreana; com participação de Teddy)                 | Teddy Park              | Teddy Park, Kush          | Teddy Park, Kush      | 3:41    |  |
| 3.                        | "Only Look at Me" (versão coreana)                                   | Teddy Park              | Teddy Park, Kush          | Teddy Park            | 4:00    |  |
| 4.                        | "A Sinner" (versão coreana)                                          | Yang Hyun-suk           | Gabe Lopez                | Rebel, JV, Gabe Lopez | 3:12    |  |
| 5.                        | "Baby I'm Sorry" (versão coreana)                                    | G-Dragon                | Jeon Seung Woo            | Jeon Seung Woo        | 4:06    |  |
| 6.                        | "Make Love" (versão coreana; com participação de Kush)               | Kush                    | Kush                      | Kush                  | 3:27    |  |
| 7.                        | "Solar (Intro)" (versão coreana)                                     | Choice37                | Choice 37, Taeyang "Sol"  | Choice 37             | 0:59    |  |
| 8.                        | "Superstar" (versão coreana)                                         | Teddy Park              | Teddy Park                | Teddy Park            | 3:14    |  |
| 9.                        | "I Need a Girl" (versão coreana; com participação de G-Dragon)       | Jeon Goon, G-Dragon     | Jeon Goon                 | Jeon Goon             | 3:39    |  |
| 10.                       | "Just a Feeling" (versão coreana)                                    | Teddy Park              | Teddy Park, Taeyang "Sol" | Teddy Park            | 3:39    |  |
| 11.                       | "You're My" (versão coreana)                                         | Jeon Goon, Choi Gap-Won | Jeon Goon                 | Jeon Goon             | 2:50    |  |
| 12.                       | "Move" (versão coreana; com participação de Teddy)                   | Kush, Teddy Park        | Teddy Park, Kush          | Kush                  | 3:51    |  |
| 13.                       | "Break Down" (versão coreana)                                        | Teddy Park              | Teddy Park                | Teddy Park            | 4:02    |  |
| 14.                       | "After You Fall Asleep" (versão coreana; com participação de Swings) | G-Dragon, Swings        | G-Dragon, Choice 37       | Choice 37             | 3:45    |  |
| 15.                       | "Where U At" (versão coreana)                                        | Teddy Park              | Teddy Park, Taeyang "Sol" | Teddy Park            | 3:49    |  |
| 16.                       | "Wedding Dress" (versão coreana)                                     | Teddy Park              | Teddy Park, Taeyang "Sol" | Teddy Park            | 4:02    |  |
| 17.                       | "Take it Slow" (versão coreana)                                      | Taeyang "Sol"           | Taeyang "Sol", cat@lyst   | cat@lyst              | 4:23    |  |

| Conteúdo bônus em DVD – Edição CD+DVD |                                                 |         |  |
| N.º                                   | Título                                          | Duração |  |
| 1.                                    | "1AM" (Vídeo musical versão japonesa)           |         |  |
| 2.                                    | "Ringa Linga" (Vídeo musical versão japonesa)   |         |  |
| 3.                                    | "Eyes, Nose, Lips" (Vídeo musical)              |         |  |
| 4.                                    | "Ringa Linga Dance Performance" (Vídeo musical) |         |  |
| 5.                                    | "I`ll Be There" (Vídeo musical)                 |         |  |
| 6.                                    | "I Need a Girl" (Vídeo musical)                 |         |  |
| 7.                                    | "Wedding Dress" (Vídeo musical)                 |         |  |
| 8.                                    | "Where U At" (Vídeo musical)                    |         |  |
| 9.                                    | "Only Look At Me" (Vídeo musical)               |         |  |
| 10.                                   | "Prayer" (Vídeo musical)                        |         |  |
| 11.                                   | "Ma Girl" (Vídeo musical)                       |         |  |
| 12.                                   | "Making of de Rise"                             |         |  |

Notas
- "Intro (Rise)" contém demonstrações de "Everybody Wants to Rule the World" de Tears for Fears
- "Prayer" contém demonstrações de "High" por David Hallyday

## Desempenho nas paradas musicais
Rise + Solar & Hot estreou na parada diária da Oricon Albums Chart em número dois, obtendo vendas de 41 mil cópias Mais tarde, o álbum manteve a mesma posição em sua respectiva parada semanal, adquirindo vendas totais de 48,460 mil cópias. 

### Posições
| Paradas (2014)                           | Melhor posição |
| ---------------------------------------- | -------------- |
| Japão (Billboard Japan Top Albums Sales) | 2              |
| Japão (Oricon Daily Albums Chart)        | 2              |
| Japão (Oricon Weekly Albums Chart)       | 2              |
| Japão (Oricon Yearly Albums Chart)       | 68             |

## Histórico de lançamento
| Região | Data                 | Formato                          | Gravadora |
| ------ | -------------------- | -------------------------------- | --------- |
| Japão  | 13 de agosto de 2014 | CD duplo CD+DVD download digital | YGEX      |